# Selaginella zollingeriana
Selaginella zollingeriana är en mosslummerväxtart som beskrevs av Antoine Frédéric Spring. Selaginella zollingeriana ingår i släktet mosslumrar, och familjen mosslummerväxter. Inga underarter finns listade i Catalogue of Life.